# Eike Thiemann
Eike Joschka Thiemann (* 11. September 1995 in Hamburg) ist ein deutscher Futsal- und Fußballspieler. Er ist deutscher Futsalnationalspieler und erzielte für Fortuna Düsseldorf das erste Tor der Futsal-Bundesliga. Er begann seine Futsal-Karriere 2016 beim UFC Münster und spielt heute beim Futsal-Bundesligisten Hamburger SV.
In der Jugend spielte er beim Niendorfer TSV, Fußball spielte er zuletzt beim BSV Roxel.